# Picoas (Metro de Lisboa)
Picoas (en portugués, Estação das Picoas) es una estación del Metro de Lisboa. Se sitúa en el municipio de Lisboa, entre las estaciones de Saldanha y Marquês de Pombal de la Línea Amarilla. Es una de las once estaciones pertenecientes a la red original del Metro de Lisboa, inaugurada el 29 de diciembre de 1959.
La estación de Picoas tiene dos zonas de acceso; la zona principal (atrio norte) se ubica en avenida Fontes Pereira de Melo junto al cruce con rua Tomás Ribeiro; la zona secundaria (atrio sur, que cierra festivos y fines de semana) se ubica en la intersección de avenida Fontes Pereira de Melo con Andrade Corvo.

## Historia
El proyecto arquitectónico original (1959) es de la autoría del arquitecto Falcão e Cunha y las intervenciones plásticas de la pintora Maria Keil.
En 1982, la estación fue ampliada de acuerdo con un proyecto arquitectónico de la autoría del arquitecto Benoliel de Carvalho y las intervenciones plásticas de Maria Keil. La ampliación de la estación implicó la prolongación de los andenes de embarque y la construcción de un nuevo atrio.
En 1995, el atrio norte de la estación fue ampliado de acuerdo con un proyecto arquitectónico de la autoría del arquitecto Dinis Gomes y las intervenciones plásticas del escultor Jorge Vieira y el artista plástico Martins Correia. En el ámbito de esta intervención, se instaló en la salida a rua Andrade Corvo el llamado 'Acceso Guimard', creada a comienzos del siglo XX por el arquitecto francés Hector Guimard para decorar las bocas de acceso a las estaciones del Metro de París.